# Scaphyglottis sessiliflora
Scaphyglottis sessiliflora  é uma espécie de orquídea epífita, cujos novos pseudobulbos geralmente brotam tanto da base como do topo dos pseudobulbos mais antigos. É originária da Costa Rica e oeste do Panamá.